# Stvoření Adama

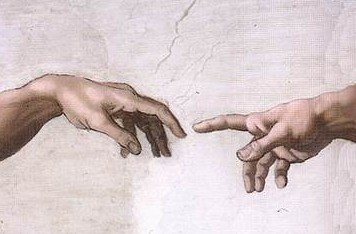
Dotyk Adama a Boha

Stvoření Adama je freska, znázorňující výjev z knihy Genesis, na stropě Sixtinské kaple ve Vatikánu. Malba vznikla v letech 1508–1512. Patří k nejvýznamnějším dílům renesančního malíře Michelangela Buonarrotiho. Stvoření Adama, jinak řečeno Stvoření Světa patří k nejznámějším vizuálním projevům evropské civilizace. Z obrazu se stal symbol (života, vztahu člověka k tomu, co ho přesahuje apod.), bývá často citován i parodován.

## Historie
Freska byla vytvořena na zakázku papeže Julia II. Mistrně zachycuje biblického Adama a Boha. Bůh předává prostřednictvím prstu božskou jiskru nově stvořené bytosti, prvnímu člověku, Adamovi. Bůh sám se přitom vznáší obklopen anděly na objektu, který tvarem připomíná mozek. Michelangelo tímto způsobem možná chtěl Boha ztotožnit s moudrostí a poznáním. Možná však, že Michelangelo, jehož vztah k víře byl rozporuplný, takto do obrazu vložil subverzivní prvek. Žena, která bázlivě a nesměle, zároveň však zvědavě vykukuje zpoza boží levice je pravděpodobně Eva čekající teprve na své stvoření. Na fresce není žádné konkrétní pozadí, respektive pozadím je původní, pouze omítnutá, stěna. Bůh se vznáší v purpurovém plášti nadýmaném větrem, v jehož dutině, osvětlené jemným měkkým světlem, se tísní skupina andělů. Michelangelo však nezvolil stereotypní podobu serafínu a cherubínů, danou ikonografickou tradicí, ale namaloval je jako skutečné postavy, navzájem odlišitelné postojem či výrazem. Pohled Adama, Boha a andělů se záměrně soustředí na nataženou ruku Boha a Adama. Při malování stropu Michelangelo postupoval od vchodových dveří směrem k oltářní stěně, na kterou později namaloval Poslední soud. Stvoření Adama následovalo po nucené pauze v roce 1510–11, kdy bylo demontované lešení a fresky byly částečně odkryté. Při pohledu zdola, z hloubky 13 metrů, si Michelangelo uvědomil, že scény plné postav jsou obtížně čitelné. Série maleb, které vytvořil ve druhém bloku počínaje Adamem, již tedy mají méně komplikovanou kompozici, postavy jsou robustnější a s výraznějšími gesty. Další částí fresky je scéna Stvoření Evy. Inspiraci pro Stvoření Adama našel Michelangelo zřejmě ve starém středověkém hymnu Veni Creator Spiritus, kde se zpívá o prstu otcovy pravice, která v duši rozsvěcuje světlo. Dalším zdroje inspirace, které bývají zmiňovány, jsou obraz italského sochaře Lorenza Ghibertiho Stvoření Adama a Evy, nebo kamej znázorňující římského císaře Augusta jedoucího na Kozorohovi, jejímž majitelem byl v době, kdy vznikaly fresky v Sixtinské kapli, kardinál Domenico Grimani. Michelangelo a Grimani byli přáteli, není tedy vyloučeno, že Michelangelo mohl kamej vidět a inspirovat se jí.